# Venus Doom
Venus Doom je šesté a zatím i poslední řadové album finské lovemetalové skupiny HIM vydané v roce 2007. Kritika a samotná skupina označuje toto album jako nejtvrdší album v historii HIM.
Album obsahuje singly Kiss of Dawn a Bleed Well. Album bylo nahráno v sestavě Ville Hermanni Valo (zpěv), Linde Lazer (kytara), Mige Amour (basová kytara), Emerson Burton (klávesy) a Gas Lipstick (bicí).

## Seznam Skladeb
1. Venus Doom – 5:08 

2. Love In Cold Blood – 5:54 

3. Passions Killing Floor – 5:10 

4. Kiss Of Dawn – 5:54 

5. Sleepwalking Past Hope – 10:02 

6. Dead Lover's Lane – 4:28 

7. Song Or Suicide – 1:10 

8. Bleed Well – 4:24 

9. Cyanide Sun – 5:54 